# Internetové distribuční centrum
Internetové distribuční centrum, také anglicky dark store, dark shop, dark supermarket nebo dotcom centre, je maloobchodní prodejna určená výhradně pro nakupující online, kteří zde vyzvedávají své objednávky. Tato distribuční centra se poprvé objevila ve Velké Británii a postupně se rozšířila do dalších zemí. Jejich odpůrci argumentují špatným vlivem na kvalitu života a tím, že ohrožují tradiční distribuční síť malých prodejen. To vedlo k zákazu internetových distribučních center v Amsterodamu a Barceloně.